# Captain Jack (Lied)
Captain Jack ist ein Lied der gleichnamigen deutschen Eurodance-Band Captain Jack. Der Song ist die erste Singleauskopplung ihres Debütalbums The Mission und wurde am 27. Juli 1995 veröffentlicht.

## Inhalt
Captain Jack basiert auf einem alten US-amerikanischen Militärlied, das als „Hey, hey Captain Jack“ bekannt ist, und nimmt dabei auch Bezug auf das Marschieren der Soldaten. Textlich geht es um einen Mann, der an einem Militärcamp teilnimmt. In der ersten Strophe wünscht er sich ein Gewehr, um ein Soldat zu sein. Später will er statt einer Waffe eine Flasche Alkohol haben, um betrunken zu werden. Und in der letzten Strophe wünscht er sich schließlich eine Frau, um ein richtiger Mann zu sein.

“Hey yo Captain Jack (Hey yo Captain Jack)

Bring me back to the railroad track (Bring me back to the railroad track)

Gimme a gun in my hand (Gimme a gun in my hand)

I want to be a shooting man (I want to be a shooting man)”

## Produktion
Der Songtext wurde von Udo Niebergall, Volker Weber und dem Bandmitglied Liza da Costa geschrieben. Die Musik stammt von Udo Niebergall, Richard Witte und Liza da Costa.

## Musikvideo
Bei dem zu Captain Jack gedrehten Musikvideo führte der deutsche Regisseur Mark Gläser Regie. Es verzeichnet auf YouTube über 14 Millionen Aufrufe (Stand: November 2024).
Zu Beginn verabschiedet sich eine Soldatin von ihrem Freund, um auf ein US-amerikanisches Armeecamp unter der Leitung von Captain Jack zu gehen. Im Camp stehen zahlreiche körperliche Übungen auf dem Plan, darunter Liegestütze, Ausdauerlauf und Klettern, wobei die Frauen jeweils deutlich besser als die Männer abschneiden. Captain Jack leitet die Übungen und feuert die Teilnehmer, unter denen auch Sängerin Liza da Costa ist, an. Zwischendurch sind Tanzszenen mit meist leicht-bekleideten Frauen zu sehen. Am nächsten Morgen werden die Frauen von Captain Jack geweckt und überraschen die noch schlafenden Männer mit Wasserpistolen und einer Kissenschlacht. Im anschließenden Chaos kommen sich einzelne Beteiligte körperlich näher.

## Single

### Covergestaltung
Das Singlecover zeigt eine weibliche, leicht-bekleidete, blonde Mangafigur, die ein Schwert in den Händen hält. Rechts oben im Bild steht der Schriftzug Captain Jack in Grün bzw. Weiß. Der Hintergrund ist grün und schwarz gehalten.

### Titelliste
1. Captain Jack (Short Mix) – 4:06
2. Captain Jack (Peacecamp Mix) – 5:23
3. Captain Jack (House Mix) – 5:04
4. Captain Jack (Club Mix) – 5:19
5. Captain Jack (Analog Mix) – 3:15

### Chartplatzierungen
Captain Jack stieg am 27. November 1995 auf Platz 52 in die deutschen Singlecharts ein und erreichte sechs Wochen später mit Rang drei die beste Platzierung, auf der es sich vier Wochen halten konnte. Insgesamt hielt sich der Song 23 Wochen lang in den Top 100, davon elf Wochen in den Top 10. Die Chartspitze belegte die Single in den Niederlanden, während sie unter anderem in Norwegen, der Schweiz und Österreich ebenfalls die Top 10 erreichte. In den deutschen Single-Jahrescharts 1996 belegte das Lied Position 17.
Die Band erreichte hiermit erstmals weltweit die Singlecharts. In Deutschland, Österreich und der Schweiz konnte sich keine Single höher und länger in den Charts platzieren (Drill Instructor ebenfalls Rang sechs in Österreich). Im Vereinigten Königreich wurde es zum einzigen Charthit der Band.
| ChartsChartplatzierungen     | Höchstplatzierung | Wochen |
| ---------------------------- | ----------------- | ------ |
| Deutschland (GfK)            | 3 (23 Wo.)        | 23     |
| Österreich (Ö3)              | 6 (13 Wo.)        | 13     |
| Schweiz (IFPI)               | 6 (17 Wo.)        | 17     |
| Vereinigtes Königreich (OCC) | 91 (1 Wo.)        | 1      |

| ChartsJahrescharts (1996) | Platzierung |
| ------------------------- | ----------- |
| Deutschland (GfK)         | 17          |
| Schweiz (IFPI)            | 40          |

### Auszeichnungen für Musikverkäufe
Captain Jack wurde im Jahr 1996 für mehr als 500.000 Verkäufe in Deutschland mit einer Platin-Schallplatte ausgezeichnet. In den Niederlanden und Norwegen erhielt der Song für über 50.000 bzw. 5.000 verkaufte Einheiten jeweils eine Goldene Schallplatte. Damit ist es das kommerziell erfolgreichste Lied der Gruppe.
| Land/Region        | Auszeichnungen für Musikverkäufe (Land/Region, Auszeichnung, Verkäufe) | Verkäufe |
| ------------------ | ---------------------------------------------------------------------- | -------- |
| Deutschland (BVMI) | Platin                                                                 | 500.000  |
| Niederlande (NVPI) | Gold                                                                   | 50.000   |
| Norwegen (IFPI)    | Gold                                                                   | 10.000   |
| Insgesamt          | 2× Gold · 1× Platin ·                                                  | 560.000  |